# Vasikkakari (ö i Egentliga Finland, Nystadsregionen, lat 60,68, long 21,36)
Vasikkakari är en halvö i Finland. Den ligger i sjön Muntilanaukko och i kommunen Nystad i den ekonomiska regionen Nystadsregionen och landskapet Egentliga Finland, i den sydvästra delen av landet, 200 km väster om huvudstaden Helsingfors.
Terrängen på Vasikkakari är varierad.  I omgivningarna runt Vasikkakari växer i huvudsak barrskog.